# Dębowa Góra (Męcikał)
Dębowa Góra (dodatkowa nazwa w j. kaszub. Dãbòwô Góra) – osada leśna  wsi Męcikał w Polsce, położona w województwie pomorskim, w powiecie chojnickim, w gminie Brusy.
Osada leży nad wschodnim brzegiem jeziora Ostrowite.
W latach 1975–1998 osada administracyjnie należała do województwa bydgoskiego